# Gustavo Díaz Ordaz 2.ª Sección
Gustavo Díaz Ordaz 2.ª Sección es una localidad del municipio de Huimanguillo ubicado en la subregión de la Chontalpa del estado mexicano de Tabasco.

## Geografía
La localidad de Gustavo Díaz Ordaz 2.ª Sección se sitúa en las coordenadas geográficas 17°26′02″N 93°35′42″O / 17.433889, -93.595000, a una elevación de 271 metros sobre el nivel del mar.

## Demografía
Según el Conteo de Población y Vivienda 2020, efectuado por el Instituto Nacional de Estadística y Geografía, la localidad de Gustavo Díaz Ordaz 2.ª Sección tiene 166 habitantes, de los cuales 91 son del sexo masculino y 75 del sexo femenino. Su tasa de fecundidad es de 3 hijos por mujer y tiene 40 viviendas particulares habitadas.
| Gráfica de evolución demográfica de Gustavo Díaz Ordaz 2.ª Sección entre 1980 y 2020 |
|                                                                                      |
| INEGI.                                                                               |